# 漁業協定
漁業協定（ぎょぎょうきょうてい）とは、資源保護や自国の権利を守るため、200海里内の漁船の操業漁場・隻数・時期・方法などを定めた国際的な取り決めのことである。日本でこの言葉が使われる場合、日韓漁業協定、日中漁業協定、日ロ漁業協定（日ソ漁業協定）のいずれかを指すことが多い。

## 主な政府間協定
- 日韓漁業協定
- 日中漁業協定
- 日ロ漁業協定
- 日ソ地先沖合漁業協定
- 日ソ漁業協力協定
- 北方四島周辺操業枠組協定

太平洋島嶼国、アフリカ諸国の200海里水域内においては、政府間協定あるいは民間契約により、日本漁船が操業している。